# Вулька-Добрыньска
Вулька-Добрыньска (пол. Wólka Dobryńska) — деревня в Бяльском повете Люблинского воеводства Польши. Входит в состав гмины Залесе. По данным переписи 2011 года, в деревне проживало 550 человек.

## География
Деревня расположена на востоке Польши, на расстоянии приблизительно 23 километров к востоку от города Бяла-Подляска, административного центра повета. Абсолютная высота — 141 метр над уровнем моря. Через населённый пункт проходит национальная автодорога 2.

## История
В конце XVIII века деревня входила в состав Брестского повета Великого княжества Литовского.
Согласно «Справочной книжке Седлецкой губернии на 1875 год» деревня входила в состав гмины Добрынь Бельского уезда Седлецкой губернии. В период с 1975 по 1998 годы Вулька-Добрыньска входила в состав Бяльскоподляского воеводства.

## Население
Демографическая структура по состоянию на 31 марта 2011 года:
|         | Всего | До трудоспособного возраста | Трудоспособного возраста | Старше трудоспособного возраста |
| ------- | ----- | --------------------------- | ------------------------ | ------------------------------- |
| Мужчины | 267   | 58                          | 174                      | 35                              |
| Женщины | 283   | 50                          | 153                      | 80                              |
| Всего   | 550   | 108                         | 327                      | 115                             |